# Обри Бирдсли
Обри Бирдсли (енгл. Aubrey Beardsley; Брајтон, 21. август 1872 — Ментон, 16. март 1898) био је енглески цртач и илустратор. Најпознатији је по еротским илустрацијама. Цртеж је изучавао као самоук а подршку је добио од Е. Берн-Џоунса. Под утицајем јапанских дубореза и прерафаелиста брзо је нашао свој оригиналан стил са финим линијама и снажним црно-белим контрастима. Радио је као цртач за часописе The Yellow Book и Savoy. Осим тога, цртао је илустрације према сопственим и страним литерарним моделима (на пример за Вајлдову трагедију Салома из 1894). Одражава декадентну атмосферу 1890их година. Његови цртежи са снажно стилизованим декоративним елементима имали су велики утицај на уметнике југендстила.

## Детиљство, младост и породица
Обри Бирдсли је рођен у 21. августа 1872. у Брајтону. Његов отац, Пол Винсент Бирдсли (1839—1909), био је син занатлијског радника; Винсент лично није знао занат, и уместо тога се ослонио на приватне приходе од баштине коју је примио од свог деде по мајци када је имао двадесет једну годину. Винсентова супруга, Елен Агнус Пит (1846—1932) била је ћерка војног хирурга Индијске Армије Вилијама. Питови су били добростојећа и поштована породица у Брајтону и опште мишљење је било да се Бирдслијева мајка удала за човека из нижег сталежа. Убрзо након њиховог венчања, Винсент је био приморан да прода део своје имовине како би се решио тужбе за „кршење обећања“ од стране жене која је тврдила да се обавезао да ће њу оженити.
У време његовог рођења, Бирдслијева породица, која је имала и ћерку Мејбел која је била годину дана старија од Обрија, живела је у Елениној породичној кући у улици Бакингам.

## Биографија
Године 1883. његова породица се настањује у Лондону, а током следеће године он се појављује у јавности као „чудо од детета“ у музичким круговима, свирајући на неколико концерата са својом сестром. Похађао је гимназију Брајтон, Хоув и Сасекс 1884. пре него што се уписао у Бристолску гимназију где је 1885. написао позоришни комад који изводи заједно са другим ученицима. У исто време се појављују његови први цртежи и карикатуре у школским новинама Бристолске гимназије.
Млади Бирдсли је почео радити као књиговођа у бироу, али на наговарања Ајмера Воленса и Пенела одлази у студио Фреда Брауна у Вестминстеру и посвећује се илустровању.
Шест година његовог стваралаштва може се поделити у неколико периода зависно од начина како се Бирдсли потписивао. У раном периоду Бирдслијеви су радови углавном били непотписани. Током 1891. и 1892. почиње да користи иницијале - A.V.B. Средином 1892. у периоду између настанка илистрација „Morte D'Arthur“ и „The Bon Mots“ користи својеврсни печат инспирисан јапанском уметношпћу који временом постаје све грациознији, понекад и из додатак иницијала А. В.
Био је ликовни уредник прва четири броја магазина „Yellow Book“ за који је урадио и бројне илустрације. Био је такође близак са естетама, енглеском верзијом декадената и симболиста.
Већину илустрација радио је мастилом и у њима се уочава контраст између тамних делова и великих великим празнина, а такође и делова са финим детаљима насупрот деловима где тих детаља уопште нема.
Обри Бирдсли је био најконтроверзнији уметник из Art Nouveau ере , познат по мрачним и перверзним сликама са гротескном еротиком. Такви су били сви његови познији радови. Неки од његових цртежа били су инспирисани јапанским дуборезом шунга за које су карактеристични прикази енормно увећаних гениталија. Његове најпознатије еротске илустрације су биле на тему историје и митологије, укључујући и илустрације за Аристофанову „Лизистрату“ и „Салому“ Оскара Вајлда. 
Бирдсли је илустровао драму „Салома“ Оскара Вајлда која је имала премијеру у Паризу 1986. Такође је илустровао многе књиге и магазине (нпр. ексклузивно издање књиге „Артурова смрт“ сер Томаса Малорија), а радио је и за часописе Савој (The Savoy) и Студио (The Studio). 
Обри Бирдсли је почео писати еротску причу делимично засновану на легенди о Танхојзеру (Tannhäuser) коју никада није успео завршити због своје болести; први део је био објављен у Савоји (The Savoy) и касније објављени у облику књиге по Леонард Смитхерс под насловом Под планином (Under the Hill). Роман никада није био довршен, а 1907 је рукопис је објављен под насловом Прича о Венери и Танхојзеру (The Story of Venus and Tannhäuser).
Такође био карикатуриста и урадио пар политичких карикатура, одражавајући Вајлдову безочност у уметности. Бирдзлијева дела су одражавала декаденцију његовог доба и његов утицај је био огроман, јасно видљив у радовима француске симболиста, the Poster art Movement деведесетих година 19. Века као и радови многих каснијих уметника сецесије попут уметника постер уметности покрета у 1890 и рад многих после периода сецесије уметници попут Pape и Clarke.
Бирдзли је био јавна личност исто колико и ексцентрик у приватном животу. Рекао је: „ Имам само један циљ, гротесктност. Ако нисам гротеска онда нисам ништа.“ 
Оскар Вајлд је за њега рекао да има „лице попут сребрне секире, и косу зелену попут траве.“ Бирдзли је био врло педантан у вези са својим облачењем: сива одела, шешири, машне и жуте рукавице. Појавио би се пред издавачем изјутра у свечаном оделу и кожним лакираним ципелама.
Иако је Бирдзли био поређен са групом хомосексуалаца у којој је био и Оскар Вајлд и многе друге енглеске естете, детаљи његове сексуалне оријентације остају под знаком питања. Генерално је био сматран асексуалним, што не чуди кад се узму у обзир његове хроничне болести и његова посвећеност послу. Спекулације о његовој сексуалности укључују и гласине о инцестоидном односу са својим старијом сестром Мабел, као и да је носила његово дете и побацила.
Бирдзлијев нагласак на еротски елемент је присутан у многим од његових цртежа, али нигде тако смело као у илустрацији за његово дело Lysistrata који су били рађени за приватно штампано издање у време кад је то био потпуно у немилости тадашњег викторијанског друштва. Једна од последњих ствари коју је урадио након преласка у католицизам била је молба свом издавачу да „уништи све копије Лысистрате и нечистих цртежа. у име свега што је свето да уништи све скаредне цртеже." Његов издавач, Леонард Смитхерс, не само да је игнорисао Бирдзлијеве жеље, већ је наставио да продаје репродукције Бирдзлијевих радова.
Бирдсли је имао чудесно знање о квалитету линије, прави и снажни осећај лепоте, заједно са сталном жељом да буде забаван, фантастичан или бизаран. Он је поседовао невероватну енергију, инвентивност, нежност готово недостижну и недоступну у раду било ког другог уметника. Хаммертон говори о „спокојна поузданост његових цртежа“, његова „диван бриљантан смисао за стил“, али Бирдслијева страст да провоцира, задиркује и исмева доводила га је до озбиљних оптужби и цензура и узроковала да често не буде схваћен. Од стране оних који су га познавали био сматран за једног од најоригиналних уметника, бриљантног, духовитог и љубазног човека. Његове илустрације "Salome", "The Rape of the Lock", "Mademoiselle de Maupin" и "Volpone" усврштавају се међу његова највећа дела. Од детињство је имао лоше здравље и патио од учесталих напада крварења. Кроз читаву његову каријеру имао је нападе болести. Трпео је честа унутрашња крвављења у плућима и често је био неспособан за рад или да напусти свој дом. Одувек је био човек дубоких верских убеђења и постао католик пред крај свог живота.
Бирдзли је био активан све до своје смрти у Ментону у Француској, 16. марта 1898. године. Умро је последица туберкулозе. Имао је само 25 година.